# Speaking of Sex
Speaking of Sex è un film statunitense del 2001 diretto da John McNaughton e interpretato da Bill Murray e James Spader.

## Trama
Una coppia che ha problemi coniugali vede una consulente matrimoniale su una panchina dell'autobus;  quest'ultima consiglia alla moglie di consultare un esperto di depressione, il quale finisce per avere una relazione con lei. 